# Katlego Mashego
Katlego Mashego (* 18. Mai 1982 in Bushbuckridge) ist ein ehemaliger südafrikanischer Fußballspieler.

## Vereinskarriere
Mashego debütierte bereits in der Saison 2001/02 für den Hellenic FC in der Premier Soccer League. Ob er anschließend weiter bei Hellenic spielte oder bei einem unterklassigen Klub tätig war, ließ sich bislang nicht feststellen. Von 2004 bis 2006 spielte er für die Silver Stars in der höchsten südafrikanischen Spielklasse und wechselte anschließend zu Supersport United.
Bei Supersport United kam der Stürmer oftmals lediglich als Einwechselspieler zum Zug, schaffte aber dennoch eine respektable Torquote und erwarb sich, nachdem er am 10. Mai 2008 beim 4:2-Erfolg gegen Moroka Swallows nach seiner Einwechselung alle vier Treffer seines Teams erzielte, einen Ruf als Super-sub. Eine Woche später wurde Supersport zum ersten Mal in seiner Vereinsgeschichte südafrikanischer Meister. Im Januar 2009 verließ er Supersport und wechselte zum Ligakonkurrenten Orlando Pirates. Bereits bei seinem Ligadebüt nur wenige Tage nach dem Transfer erzielte er sein erstes Tor für Orlando. Am Saisonende verpasste man den Meistertitel wegen der schlechteren Tordifferenz im Vergleich zu seinem Ex-Klub Supersport.

## Nationalmannschaft
Mashego kam erstmals im Mai 2006 in einem Freundschaftsspiel gegen Lesotho in der südafrikanischen Nationalelf zum Einsatz. In der Folgezeit wurde er in unregelmäßigen Abständen in die Nationalelf berufen, im Mai 2009 nominierte ihn Nationaltrainer Joel Santana in das provisorische Aufgebot für den Konföderationen-Pokal.